# جمعية السكري السعودية الخيرية
جمعية السكري السعودية الخيرية، أُنشئت جمعية السكري السعودية الخيرية في عام 12/ 4/ 1428 هـ، ورئيسها الفخري هو صاحب السمو الملكي الأمير / سلطان بن عبد العزيز آل سعود -رحمه الله.
من أهم أهداف الجمعية خدمة المجتمع للحد من انتشار داء السكري، وتقليل معاناة من أصيب به. وتشمل خدماتها منطقة الرياض لوقوع مقرها بالمنطقة، ولها فروع في كلاً من المدينة المنورة والقصيم. شعارها: معاً لمكافحة انتشار داء السكري.

## أهداف الجمعية
- تثقيف المرضى بداء السكري، وتقديم الدعم لهم.
- رفع مستوى الخدمات الطبية المقدمة.
- المشاركة بالأنشطة العلمية والخيرية للوقاية والعلاج من داء السكري.[2]